# 弦楽四重奏曲 (エルガー)
弦楽四重奏曲ホ短調 作品83は、エドワード・エルガーが作曲した弦楽四重奏曲。

## 概要
1918年、ヴァイオリンソナタ ホ短調 作品82の完成後に、ピアノ五重奏曲イ短調 作品84とともに着手された。ピアノ五重奏曲の完成は翌1919年になったが、弦楽四重奏曲は1918年末に完成した。
エルガーには1907年にも弦楽四重奏曲を作曲する計画があったが、交響曲第1番の作曲が優先されたためにこちらは放置された。1918年に作曲されたのは、この時の構想とは異なる弦楽四重奏曲であった。
初演は1919年5月21日、ロンドンのウィグモア・ホールにおいて、ピアノ五重奏曲とともに同じ演奏者、アルバート・サモンズとW.H.リードのヴァイオリン、レイモンド・ジェレミーのヴィオラ、フェリックス・サルモンドのチェロにより行われた。
エルガーの妻キャロライン・アリスはこの曲の第2楽章を気に入っていて、その葬儀の時にも演奏された。

## 構成
3楽章からなる。演奏時間は約30分。
- 第1楽章　アレグロ・モデラート
- 第2楽章　ピアチェヴォーレ（ポーコ・アンダンテ）
- 第3楽章　アレグロ・モルト